# (33475) 1999 FK53
1999 FK53 (asteroide 33475) é um asteroide da cintura principal. Possui uma excentricidade de 0.04980350 e uma inclinação de 7.93740º.
Este asteroide foi descoberto no dia 28 de março de 1999 por Korado Korlević em Visnjan.